# Kamieńczyk Wielki
Kamieńczyk Wielki – wieś sołecka w Polsce położona w województwie mazowieckim, w powiecie ostrowskim, w gminie Boguty-Pianki.
| SIMC    | Nazwa                     | Rodzaj    |
| ------- | ------------------------- | --------- |
| 0395211 | Jankowięta                | część wsi |
| 0395228 | Kolonia Kamieńczyk Wielki | część wsi |

Dawniej istniała gmina Kamieńczyk Wielki.
Wierni Kościoła rzymskokatolickiego należą do parafii św. Jana Apostoła w Nurze.

## Historia
W latach 1921–1931 wieś leżała w województwie białostockim, w powiecie ostrołęckim, w gminie Boguty.
Według Powszechnego Spisu Ludności z 1921 roku wieś zamieszkiwało 165 osób w 27 budynkach mieszkalnych. Miejscowość należała do parafii rzymskokatolickiej w m. Nur. Podlegała pod Sąd Grodzki w Czyżewie i Okręgowy w Łomży; właściwy urząd pocztowy mieścił się w Bogutach.
W wyniku napaści ZSRR na Polskę we wrześniu 1939 miejscowość znalazła się pod okupacją sowiecką. Od czerwca 1941 roku pod okupacją niemiecką. Od 22 lipca 1941 do 1945 włączona w skład Landkreis Lomscha, Bezirk Bialystok III Rzeszy.
W latach 1975–1998 miejscowość administracyjnie należała do województwa łomżyńskiego.